# جلم الماء أخضر الرأس
جلم الماء أخضر الرأس (الاسم العلمي: Calonectris edwardsii) هو نوع من فصيلة طيور بترل.